# NGC 1659
NGC 1659 (NGC 1677) é uma galáxia espiral (Sbc) localizada na direcção da constelação de Eridanus. Possui uma declinação de -04° 47' 19" e uma ascensão recta de 4 horas, 46 minutos e 30,0 segundos.
A galáxia NGC 1659 foi descoberta em 28 de Novembro de 1786, por William Herschel.